# 法纳戈里亚
法纳戈里亚是位于塔曼半岛上规模最大的古希腊城市，斯特拉波记载此地以贸易而知名。今在俄罗斯克拉斯诺达尔边疆区先诺伊以西。另一个古希腊城市特穆塔拉干位于法纳戈里亚以西25公里。